# Kimi wa boku o suki ni naru
Singles de PASSPO☆
ViVi Natsu
(24 août 2011) Next Flight
(12 juin 2012)
Kimi wa boku o suki ni naru (君は僕を好きになる) est le 3e single "major", le 7e au total, du groupe de rock japonais PASSPO☆.

## Présentation
Le simple sort le 7 mars 2012 au Japon, sous le label Universal J, et atteint le jour-même la 13e place du classement des ventes de l'oricon. 
Il sort dans deux éditions, chacune avec une pochette illustrée différemment : une édition normale, composée d'un CD, et une édition limitée qui comporte en sus un DVD.
Il s'agit du 1er single enregistré sans Sakuma Kaho.

## Membres
- Ai Negishi
- Yukimi Fujimoto
- Makoto Okunaka
- Natsumi Iwamura
- Mio Masui
- Shiori Mori
- Sako Makita
- Naomi Anzai
- Anna Tamai

## Titres
CD (toutes éditions)
1. Kimi ha boku wo suki ni naru
2. With XXXX
3. RUIN
4. Kimi ha boku wo suki ni naru (instrumental)

DVD de l'édition limitée
1. Kimi ha boku wo suki ni naru (clip vidéo)